# Riosequino de Torío
Riosequino de Torío es una localidad española, perteneciente al municipio de Garrafe de Torío, en la provincia de León y la comarca de Tierra de León, en la Comunidad Autónoma de Castilla y León.
Situado en el cauce del Río Riosequino afluente del Río Torío.
Los terrenos de Riosequino de Torío limitan con los de Brugos de Fenar y Rabanal de Fenar al norte, Fontanos de Torío, La Flecha de Torío, Garrafe de Torío y Valderilla de Torío al noreste, Palazuelo de Torío al este, Villaverde de Arriba y San Feliz de Torío al sureste, Villasinta de Torío y Villaquilambre al sur, Carbajal de la Legua y Lorenzana al suroeste, Campo y Santibáñez y Cuadros al oeste y Cabanillas, La Seca de Alba, Cascantes de Alba y La Robla al noroeste.
Perteneció a la antigua Jurisdicción del Abadengo de Torío.